# Mausolée de Fatimah Khatun
 (mars 2025).
 (février 2024).
Le  Mausolée de Fatimah Khatun  (aussi connu sous le nom Qubba Umm al-Salih) est le mausolée et une madrassa dédiés à la princesse mamelouk Fatimah Khatun (Umm al-Salih) au Caire en Égypte. Le complex fut complété en 1284 sous les ordres de son époux, le sultan Qala’ûn.
Plusieurs auteurs décrivent ce monument, dont Ahmad al-Maqrîzî et Ibn Duqmaq.

## Voir également
- Architecture mamelouke

## Référence
- (en) Cairo of the Mamluks, D. Behrens-Abouseif, Ed. I.B.Tauris, 2007, P-129-130
- (en) D. Hill et L. Golvin, Islamic Architecture in North Africa (AD-800-1500), Faber and Faber, 1976, PP-85.